# 1101
Високе Середньовіччя •  Золота доба ісламу •  Реконкіста •  Хрестові походи •  Київська Русь

## Геополітична ситуація
Візантію очолює Олексій I Комнін. Генріх IV є імператором Священної Римської імперії, а Філіп I — королем Франції.
Апеннінський півострів розділений: північ належить Священній Римській імперії, середню частину займає Папська область, південна частина півострова окупована норманами. Деякі міста півночі: Венеція, Піза, Генуя, мають статус міст-республік.
Південь Піренейського півострова захопили Альморавіди. Північну частину півострова займають християнські Кастилія, Леон (Астурія, Галісія), Наварра, Арагон та Барселона. Королем Англії є Генріх I Боклерк, Магнус III Босоніг королем Норвегії, а Ерік I — королем Данії.
У Київській Русі княжить Святополк Ізяславич, а у Польщі Владислав I Герман. На чолі королівства Угорщина стоїть Коломан I.
На Близькому Сході існують держави хрестоносців: Єрусалимське королівство, Антіохійське князівство, Едеське графство.Сельджуки окупували Персію та Малу Азію, в Єгипті владу утримують Фатіміди, у Магрибі панують Альморавіди, у Середній Азії правлять Караханіди, Газневіди втримують частину Індії. У Китаї продовжується правління династії Сун. На півдні Індії домінує Чола. В Японії триває період Хей'ан.

## Події
- У Полоцьку почав княжити Брячислав Ізяславич.
- Друга хвиля хрестоносців зазнала поразки від військ Килич-Арслана, який перекрив шлях від Константинополя до Єрусалима через Анатолію.
- Роберт III Куртгез висадився в Портсмуті, намагаючись відвоювати у свого брата Генріха Боклерка Англію. Генріх дав йому відсіч, і в Алтоні між братами було укладено угоду, за якою Роберт Куртгез визнав свого брата королем Англії, а Боклерк визнав Роберта правителем Нормандії і згодився виплачувати йому ренту.
- Альморавіди взяли в облогу Валенсію, яку утримувала вдова Сіда Кампеадора Хімена Діас.
- Після смерті правителя Сицилії Рожера Отвіля його дружина Аделаїда дель Васто взяла регентство над малолітніми синами Симоном та Рожером.
- Антипапа Теодорих потрапив у полон до прихильників папи римського. Прибічники імператора Генріха IV обрали нового антипапу Альберта.

## Народились
- Стефан II — король Угорщини (з 1116 до 1131) з династії Арпадів.

## Померли
- 22 червня — Рожер І, правитель Сицилії (народився 22 липня 1031) (за іншими джерелами помер 1101).